# Cyanochen cyanoptera
Cyanochen cyanoptera sau gâsca cu aripi albastre este o specie de pasăre de apă endemică Etiopiei. Este singurul membru al genului Cyanochen. Este amenințată de pierderea habitatului, prinderea în capcane pentru hrană și posibil de secetă. Este clasificată ca specie aproape amenințată pe lista roșie a IUCN.